# Joanny Berlioz
Pour les articles homonymes, voir Berlioz (homonymie).
Joanny Berlioz, né le 7 juillet 1892 à Saint-Priest et mort le 17 mars 1965 à Paris 14e, est un homme politique français. Membre du Parti communiste français, il maire d'Épinay-sur-Seine (1935-1940, 1945-1947), député de la Seine (1936-1940), puis de l'Isère (1945-1946), et sénateur de la Seine (1946-1958).

## Biographie
Issu d'une famille de petits paysans de l'Isère, Joanny Berlioz est admis à l’École normale d’instituteurs de Lyon de 1908 à 1911. Il obtient les certificats d'aptitude à l'enseignement de l'allemand en 1914, puis de lettres en 1919. Mobilisé pendant la guerre, il est gravement blessé en septembre 1914 et reçoit la croix de guerre.
Il adhère à la SFIO en 1919, puis opte pour l'affiliation à la 3e Internationale. Journaliste à La Vie ouvrière et à L'Humanité à partir de 1923, Joanny Berlioz est membre du comité central du Parti communiste de 1925 à 1959.
Il est élu en 1936 député communiste de la Seine. Il s'inscrit à la Commission de l'Alsace-Lorraine, à celle des finances et à celle de l'enseignement et des beaux-arts. Son discours du 1er novembre 1936 est resté en mémoire eu égard à son ambition d'un « grand ministère de  l'art français », encore inexistant puisque réuni avec le ministère de l'instruction publique. La politique culturelle du PCF sera une référence jusque dans les années 1960, pour avoir proposé une ligne culturelle claire en France. 
Cofondateur du groupe ouvrier et paysan français nouvellement créé par le Parti communiste après la dissolution de son groupe parlementaire, il est arrêté le 8 octobre 1939, déchu de son mandat le 21 janvier 1940 et condamné le 3 avril 1940 par le 3e tribunal militaire de Paris à 5 ans de prison, 4 000 francs d'amende et 5 ans de privation de ses droits civiques et politiques pour avoir concouru à « propager les mots d'ordre émanant de la IIIe Internationale ».
Déporté en Algérie en 1941, il est libéré en février 1943 et est délégué à l'Assemblée consultative provisoire à Alger au titre de la Résistance métropolitaine.
En octobre 1945, réélu en juin 1946, Joanny Berlioz représente le département de l'Isère aux deux Assemblées constituantes il devient avec André Dufour les premiers parlementaires communistes de l'Isère. Il est ensuite élu de la Seine au Conseil de la République, puis au Sénat pendant toute la Quatrième République.

## Mandats
- Sénateur de la Seine (1946-1958)
- Député PCF de la Seine (1936-1940), de l'Isère (1945-1946)
- Conseiller général de la Seine (1935-1940)
- Maire d'Épinay-sur-Seine (1935-1940, 1945-1947)

## Décoration
- Croix de guerre 1914–1918